# Mutações não sinônimas
Uma substituição não-sinônima é uma mutação de nucleotídeo que altera a sequência de aminoácidos de uma proteína . As substituições não- sinônimas diferem das substituições sinônimas, que não alteram as sequências de aminoácidos e são (às vezes) mutações silenciosas . Como as substituições não sinônimas resultam em uma mudança biológica no organismo, elas estão sujeitas à seleção natural .
Substituições não-sinônimas em certos loci podem ser comparadas às substituições sinônimas nesses loci para obter a razão K. Essa proporção é usada para medir a taxa evolutiva de sequências de genes. Se um gene tem níveis mais baixos de substituição de nucleotídeos não-sinônima do que sinônima, então ele pode ser inferido como funcional porque uma razão Ka/ Ks é uma marca registrada de sequências que estão sendo restritas a codificar proteínas. Substituições não-sinônimas também são chamadas de mutações de substituição .

## Tipos
Existem vários tipos comuns de substituições não-sinônimas. Mutações "missense" são substituições não sinônimas que surgem de mutações pontuais, mutações em um único nucleotídeo que resultam na substituição de um aminoácido diferente, resultando em uma alteração na proteína codificada, que pode ou não estar relacionada a várias doenças.
Mutações sem sentido são substituições não sinônimas que surgem quando uma mutação na sequência de DNA faz com que uma proteína termine prematuramente ao alterar o aminoácido original para um códon de parada . Outro tipo de mutação que lida com códons de parada é conhecido  como mutação nonstop ou mutação "readthrough", que ocorre quando um códon de parada é trocado por um códon de aminoácido, fazendo com que a proteína seja mais longa do que o especificado.

## Seleção natural e a teoria quase neutra
Estudos têm mostrado que a diversidade entre substituições não-sinônimas é significativamente menor do que entre as substituições sinônimas. Isso se deve ao fato de que as substituições não-sinônimas estão sujeitas a pressões seletivas muito mais altas do que as mutações sinônimas. Motoo Kimura (1968) determinou que as taxas de mutação calculadas eram impossivelmente altas, a menos que a maioria das mutações que ocorreram fossem neutras ou "quase neutras". Ele determinou que, se isso fosse verdade, a deriva genética seria um fator mais poderoso na evolução molecular do que a seleção natural. A teoria "quase neutra" propõe que a evolução molecular agindo em substituições  não sinônimas,  é impulsionada por mutação, deriva genética e seleção natural muito fraca, e que é extremamente sensível ao tamanho da população. Para determinar se a seleção natural está ocorrendo em um determinado local, o teste de McDonald-Kreitman pode ser realizado. O teste consiste na comparação de proporções de genes sinônimos e não sinônimos entre espécies intimamente relacionadas,  com a proporção de polimorfismos sinônimos e não sinônimos dentro das espécies. Se as proporções forem as mesmas, então a teoria neutra da evolução molecular é verdadeira para esses loci, e a evolução está ocorrendo principalmente por meio da deriva genética. Se houver mais substituições não sinônimas entre espécies do que dentro de uma espécie, a seleção natural positiva está ocorrendo em alelos benéficos e a seleção natural está ocorrendo.  Descobriu-se que substituições não-sinônimas são mais comuns em loci envolvendo resistência a patógenos, loci reprodutivos envolvendo competição de espermatozoides ou interações espermatozoides e genes que se replicaram e ganharam novas funções, indicando que a seleção positiva está ocorrendo.  Contudo estes  parâmetros são questionados por publicações de John C. Sanford e Willian F. Basener e outros mais recentes.

## Pesquisa
A pesquisa sobre a modelagem precisa das taxas de mutação foi conduzida por muitos anos. Um artigo recente de Ziheng Yang e Rasmus Nielsen comparou vários métodos e desenvolveu um novo método de modelagem. Eles descobriram que o novo método era preferível por seus vieses menores, o que o torna útil para triagem em grande escala, mas que o modelo de máxima verossimilhança era preferível na maioria dos cenários por causa de sua simplicidade e sua flexibilidade na comparação de várias sequências, levando em consideração filogenia.
Pesquisas adicionais feitas por Yang e Nielsen descobriram que as taxas de substituição de não-sinônimos para sinônimos variam entre os loci em diferentes linhagens evolutivas. Durante o estudo de loci nucleares de primatas, ungulados com dedos iguais e roedores, descobriram que a proporção variava significativamente em 22 dos 48 loci estudados. Este resultado fornece fortes evidências contra uma teoria estritamente neutra da evolução molecular, que afirma que as mutações são principalmente neutras ou deletérias, e forneceu suporte para teorias que incluem mutações vantajosas. Mais tarde diversas publicações demonstraram que a maioria das mutações são deletérias e que para sistemas complexos uma mutação positiva não teria tempo para executar a sua evolução.